# Charles L. Blockson
Charles Leroy Blockson né le 16 décembre 1933 à Norristown dans l'État de Pennsylvanie et mort le 14 juin 2023 à Philadelphie dans l'État de Pennsylvanie, est un universitaire, un historien et un essayiste américain spécialisé dans l'histoire des Afro-américains et des Afro-Caribéens. Fondateur et conservateur de la Charles L. Blockson Afro-American Collection de la bibliothèque de l'université Temple située à Philadelphie.

## Biographie

### Jeunesse et formation
Charles L. Blockson est le fils d'Annie Parker et de Charles E. Blockson. Enfant, il attrape une pneumonie et contracte la scarlatine ce qui pouvait faire craindre pour son développement. Sa passion pour l'histoire afro-américaine commence à ses 9 ans quand une de ses enseignantes lui ai dit : “Negroes have no history”./ Les Nègres n'ont pas d'histoire.
Or lors de ses études secondaires à la Norristown Area High School, il excelle dans l'équipe de football. ses performances sportives font que plusieurs universités l'invite. Il choisit l'université d'État de Pennsylvanie. En 1956, il y obtient son Bachelor of Arts. Dans l'équipe de l'université il joue avec des grands noms du football comme Lenny Moore (en) et Roosevelt Grier,.
De 1957 à 1958, il s'est engagé dans l'armée américaine.

### Carrière d'historien
Une fois démobilisé, il devient portier tout en continuant ses recherches sur l'histoire des Afro-Américains.
Il donne de nombreuses conférences, notamment dans les Caraïbes et l'Afrique du Sud pour le compte de l'United States Information Agency.
Dans les années 1970, à l'occasion des futures célébrations du bicentenaire de la Déclaration d'indépendance des États-Unis faite en 1776 à Philadelphie, il lance le projet de la création d'un musée consacré à l'histoire et à la culture afro-américaine. Le projet est adopté, la mairie de Philadelphie finance la construction de ce qui est l'African American Museum in Philadelphia et qui ouvre ses portes en 1976.
En 1975, il publie son premier livre Pennsylvania's Black history.

### Le Conservateur de bibliothèque
En 1984, il fait don à la bibliothèque de l'Université Temple, de la plus grande collection de livres, d'œuvres d'art, de photographies, partitions et autres supports permettant de retracer l'histoire des Afro-Américains de 1581 à nos jours, à ce jour la collection compte plus de 500 000 pièces et documents divers, il en devient le conservateur,.
En 2018, la Charles L. Blockson Afro-American Collection s'enrichit des manuscrits ayant appartenu au rappeur Tupac Shakur, don qui contribue à l'histoire Hip-hop comme expression culturelle des Afro-Américains

### Vie privée
Charles L. Blockson épouse Elizabeth Parker, en 1958, ils ont une fille Noelle.
Charles L. Blockson meurt le 14 juin 2023 dans sa résidence de Gwynedd (Pennsylvanie) (en).

## Œuvres
- Pennsylvania's Black history, Philadelphie, Pennsylvanie, Portfolio Associates, 1975, 162 p. (OCLC 564825631, lire en ligne),
- Black Genealogy (réimpr. 22 avril 1996, éd.  Black Classic Press) (1re éd. 1 avril 1977, éd. Prentice-Hall), 246 p. (ISBN 9780933121539, lire en ligne),
- The Underground Railroad in Pennsylvania, Flame Intl, juillet 1981, 227 p. (ISBN 9780933184213),
- The Underground Railroad: First-Person Narratives of Escapes to Freedom in the North, New York, Prentice Hall (réimpr. 1989, 1994) (1re éd. 1987), 344 p. (ISBN 9780425115886, OCLC 574515798, lire en ligne),
- Commented Bibliography of 101 Influential Books by and About People of African Descent: A Collector's Choice (1556-1982), Amsterdam, Pays Bas, Gerit's and Sons, 1989, 84 p. (ISBN 9789070775032, lire en ligne),
- Catalogue Of The Charles L. Blockson Afro American Collection, A Unit Of The Temple University Libraries, Temple University Press, 1er janvier 1991, 770 p. (ISBN 9780877227496),
- The Journey Of John W. Mosley, Quantum Leap Publisher, 1992, 192 p. (ISBN 9780962716171),
- The Hippocrene Guide to the Underground Railroad, New York, Hippocrene Books, 1995, 392 p. (ISBN 9780781804295, lire en ligne),
- Damn Rare : The Memoirs of an African-American Bibliophile, Tracy, Californie, Quantum Leap Publisher, 1998, 358 p. (ISBN 9781892697004, lire en ligne),
- African Americans In Pennsylvania: Above Ground And Underground: An Illustrated Guide, RB Books, 1er octobre 2001, 320 p. (ISBN 9781879441859),
- Liberty Bell Era: The African American Story, RB Books, 1er avril 2003, 208 p. (ISBN 9781879441880),
- The Haitian Revolution: Celebrating the First Black Republic, The Haitian Revolution: Celebrating the First Black Republic, 1er janvier 2004, 64 p. (ISBN 9781578642724),
- The Ballad of the Underground Railroad, Authorhouse, 1er janvier 2008, 24 p. (ISBN 9781434359858),
- The President's House Revisited Behind the Scenes: The Samuel Fraunces Story, Still Publications, 2013, 256 p. (ISBN 9780983668763),

## Prix et distinctions
- Il est élevé au grade de Docteur honoris causa par trois universités : l'University of Lincoln de Lincoln en Grande Bretagne l'université de la Sainte Famille de Philadelphie et l'université Villanova dans la banlieue de Philadelphie[12].

- 2016 : Lauréat du The Philadelphia Award (en)[3],[12],[13], lors d'une cérémonie qui a eu lieu à l'université Temple le 25 mai 2016 en présence de Debbie Allen, de sa fille Vivian Nixon, et du journaliste Cody Anderson[14].